# Ölands län
Ölands län var et län i Sverige bestående af øen Öland i Østersøen. Ölands län fandtes i årene 1819-1826. Residensby var Borgholm. Både før og efter länets eksistens hørte Öland til Kalmar län.
| Myndighed | Spire Denne artikel om en offentlig myndighed er en spire som bør udbygges. Du er velkommen til at hjælpe Wikipedia ved at udvide den. |

56°44′00″N 16°40′00″Ø / 56.7333333°N 16.6666667°Ø